# LeeLee Morrison
Leslie Kay „LeeLee“ Morrison-Henry (* 2. Oktober 1960 in Norwood, Massachusetts, Vereinigte Staaten), bei der FIS fälschlicherweise Morrisson, ist eine ehemalige kanadische Freestyle-Skierin. Sie war auf die Buckelpisten-Disziplin Moguls spezialisiert und gewann sieben Rennen im Weltcup.

## Biografie
LeeLee Morrison wurde 1984 in die kanadische Nationalmannschaft aufgenommen und gab am 3. Februar 1985 ihr Debüt im Freestyle-Skiing-Weltcup. Mit zwei siebenten Rängen gehörte sie auf Anhieb zur erweiterten Weltspitze und erreichte am Saisonende in Pila und La Clusaz ihre ersten beiden Podestplätze. Außerdem errang sie ihren ersten von fünf kanadischen Moguls-Meistertiteln in Folge. Neun Monate später feierte sie beim Saisonauftakt in Tignes ihren ersten Weltcupsieg, an den Weltmeisterschaften am selben Ort nahm sie nicht teil.
1986/87 etablierte sich Morrison endgültig unter den besten zehn der Weltrangliste. Sie war in neun Rennen nie schlechter als Neunte und schaffte in Breckenridge ihren zweiten Sieg. Im folgenden Winter gelangen ihr am Mont Gabriel und in Inawashiro erstmals zwei Siege. In der Weltcup-Disziplinenwertung belegte sie hinter den punktegleichen Stine Lise Hattestad und Tatjana Mittermayer Rang drei. Im Rahmen der Olympischen Spiele von Calgary, wo die Buckelpiste erstmals als Demonstrationssport vertreten war, wurde sie Fünfte. Nach zwei Siegen im Januar 1989 reiste Morrison als Mitfavoritin zu den Weltmeisterschaften am Oberjoch, musste sich dort jedoch mit Platz acht begnügen. Nach einer durchwachsenen Saison kehrte sie 1990/91 dank ihres ersten Weltcupsieges seit zwei Jahren unter die besten drei Buckelpistenfahrerinnen der Welt zurück. Bei den Weltmeisterschaften von Lake Placid verpasste sie als Vierte nur knapp einen Medaillengewinn und erreichte damit ihr bestes Ergebnis bei einem Großereignis. In Folge nachlassender Resultate kam sie bei den Olympischen Winterspielen von Albertville nicht über Rang 17 hinaus. Nach dem Gewinn ihres siebenten und letzten Staatsmeistertitels beendete sie ihre aktive Laufbahn.
LeeLee Morrison arbeitete im Winter 1994/95 als Cheftrainerin und Programmdirektorin von Alberta Freestyle und war von 1994 bis 1996 Mitglied des Performance Program Committee im kanadischen Freestyle-Verband. Gemeinsam mit ihrem Ehemann Pat Henry, einem ehemaligen Mannschaftskollegen, führt sie ein Sportgeschäft in Calgary.

## Erfolge

### Olympische Spiele
- Calgary 1988: 5. Moguls (Demonstrationswettbewerb)
- Albertville 1992: 17. Moguls

### Weltmeisterschaften
- Calgary 1988: 5. Moguls
- Oberjoch 1989: 8. Moguls
- Lake Placid 1991: 4. Moguls

### Weltcupwertungen
| Saison  | Gesamt | Gesamt | Moguls | Moguls |
| Saison  | Platz  | Punkte | Platz  | Punkte |
| ------- | ------ | ------ | ------ | ------ |
| 1984/85 | 22.    | 5      | 9.     | 37     |
| 1985/86 | 17.    | 8      | 6.     | 34     |
| 1986/87 | 13.    | 9      | 5.     | 66     |
| 1987/88 | 13.    | 9      | 3.     | 62     |
| 1988/89 | 12.    | 9      | 5.     | 66     |
| 1989/90 | 19.    | 8      | 6.     | 45     |
| 1990/91 | 12.    | 9      | 3.     | 75     |
| 1991/92 | 28.    | 4      | 8.     | 36     |

### Weltcupsiege
Morrison errang im Weltcup 20 Podestplätze, davon 7 Siege:
| Datum             | Ort          | Land       | Disziplin |
| ----------------- | ------------ | ---------- | --------- |
| 12. Dezember 1985 | Tignes       | Frankreich | Moguls    |
| 23. Januar 1987   | Breckenridge | USA        | Moguls    |
| 9. Januar 1988    | Mont Gabriel | Kanada     | Moguls    |
| 30. Januar 1988   | Inawashiro   | Japan      | Moguls    |
| 22. Januar 1989   | Calgary      | Kanada     | Moguls    |
| 28. Januar 1989   | Breckenridge | USA        | Moguls    |
| 9. März 1991      | Voss         | Norwegen   | Moguls    |

### Weitere Erfolge
- 7 kanadische Meistertitel (Moguls 1985–1989, 1991 und 1992)[4]
- 1 Sieg in einem FIS-Rennen

## Auszeichnungen
- 1997: Aufnahme in die Canadian Ski Hall of Fame